# Нижньокігинська сільська рада
Нижньокіги́нська сільська рада (рос. Нижнекигинский сельский совет) — муніципальне утворення у складі Кігинського району Башкортостану, Росія. Адміністративний центр — село Нижні Кіги.

## Населення
Населення — 1279 осіб (2019, 1540 в 2010, 1580 в 2002).

## Склад
До складу поселення входять такі населені пункти:
| Населений пункт     | Населення, осіб (2002) | Населення, осіб (2010) |
| ------------------- | ---------------------- | ---------------------- |
| Ігенчеляр, присілок | 58                     | 58                     |
| Нижні Кіги, село    | 1393                   | 1380                   |
| Октябр, присілок    | 62                     | 40                     |
| Париж, присілок     | 25                     | 25                     |
| Урак, присілок      | 42                     | 37                     |